# Зуай, Лоло
Лоло Зуай (англ. Lolo Zouaï, полное имя — Лорин Ребеха Зуай фр. Laureen Rebeha Zouaï; араб. لورين رابحة زواي‎; род. 5 марта 1995, Париж) — американская R&B и Поп певица и автор песен. Родилась в франко-алжирской семье в Париже. Переехала в Сан-Франциско, США в 3-х месячном возрасте. Выпустила свой дебютный альбом High Highs to Low Lows в 2019 году. Альбом получил рейтинг 7,5 из 10 по версии журнала Pitchfork. Творчество Лоло Зуай было отмечено британской газетой The Guardian в апреле 2019 года. Является соавтором трека «Still Down» американской исполнительницы H.E.R. из альбома H.E.R. (2017), получивший премию Grammy.

## Дискография

### Альбомы
- High Highs to Low Lows (2019)

Все тексты написаны Lolo Zouaï and Stelios Phili, вся музыка написана Lolo Zouaï and Stelios Phili.
| №                   | Название                    | Длительность |
| ------------------- | --------------------------- | ------------ |
| 1.                  | «High Highs to Low Lows»    | 3:54         |
| 2.                  | «Moi»                       | 3:13         |
| 3.                  | «Chevy Impala»              | 3:22         |
| 4.                  | «Caffeine»                  | 2:40         |
| 5.                  | «Ride»                      | 3:04         |
| 6.                  | «Here to Stay»              | 3:30         |
| 7.                  | «Look at Us»                | 1:26         |
| 8.                  | «Desert Rose»               | 4:26         |
| 9.                  | «Summers in Vegas»          | 3:09         |
| 10.                 | «Out the Bottle»            | 2:41         |
| 11.                 | «Blue»                      | 3:40         |
| 12.                 | «Beaucoup»                  | 3:35         |
| 13.                 | «Chain»                     | 3:02         |
| 14.                 | «Money Diamonds Roses»      | 2:58         |
| 15.                 | «Chevy Impala (feat. E-40)» | 3:09         |
| Общая длительность: | Общая длительность:         | 47:49        |

### Мини-альбомы
- Ocean Beach (2019)

| №  | Название                  | Длительность |
| -- | ------------------------- | ------------ |
| 1. | «Lose Myself»             |              |
| 2. | «Jade (ft. Blood Orange)» |              |

### Синглы
- Money Diamonds Roses (2019)
- Ride (2019)
- Challenge (2018)
- For the Crowd (2018)
- Desert Rose (2018)
- Brooklyn Love (2018)
- Blue (2018)
- High Highs to Low Lows (2017)
- IDR (2016)
- So Real (2016)